# 東京ワンダープランニング
『東京ワンダープランニング』（とうきょうワンダープランニング）とは、2021年3月13日と3月20日の14:00 - 14:30に関東ローカルで放送された、日本テレビのドキュメンタリードラマ番組である。

## 出演者
- 社長：髙嶋政宏
- 若手社員：瀬戸利樹
- 秘書：團遥香[2]

＃1
- 小山薫堂
- 山田敏夫
- 天野譲滋

＃2
- 川井潤
- 鈴木正晴
- 天野譲滋

## スタッフ
- 製作著作：日本テレビ